# Anna Maria Sigmund
Anna Maria Sigmund, född den 22 maj 1955 i Waidhofen an der Thaya, är en österrikisk historiker och författare. Sigmund är framför allt känd för sina böcker om nationalsocialismens era i Tyskland och Österrike. 2001 utkom första bandet av hennes omfattande studie Nazisternas kvinnor på Tiedlund förlag.

## Utmärkelser
- 2001: Alfred-Müller-Felsenburg-Preis
- Medlem av Institut für Österreichische Geschichtsforschung

## Verk på svenska
- Nazisternas kvinnor. Del 1. (Översättning: Lena Petersson). Tiedlund, Lund 2001.
- Nazisternas kvinnor. Del 2. (Översättning: Lena Petersson). Tiedlund, Lund 2002.
- Nazisternas kvinnor. Del 3. (Översättning: Lena Petersson). Tiedlund, Lund 2004.
- Hedersariern. Hitlers judiske vän och livvakt. (Översättning: Urban Lindström). Lopinita, Stockholm 2020.

## Verk på tyska i urval
- Das Haus Habsburg – Habsburger Häuser. Wohnen und Leben einer Dynastie. Ueberreuter, Wien 1995, ISBN 3-8000-3581-2.
- Die Frauen der Nazis. Band 1. Sachbuch. Ueberreuter, Wien 1998, ISBN 3-8000-3699-1.
- Die verschollenen Tagebücher Franz Josephs. Böhlau, Wien 1999, ISBN 3-205-99117-6.
- In Wien war alles schön. Heyne, München 1999, ISBN 3-453-15143-7.
- Die Frauen der Nazis. Band 2. Sachbuch. Ueberreuter, Wien 2000, ISBN 3-8000-3777-7.
- Die Frauen der Nazis. Band 3. Heyne, München 2002, ISBN 3-453-86152-3.
- Des Führers bester Freund. Adolf Hitler, seine Nichte Geli Raubal und der „Ehrenarier“ Emil Maurice – eine Dreiecksbeziehung. Heyne, München 2005, ISBN 3-453-62001-1.
- Diktator, Dämon, Demagoge. Fragen und Antworten zu Adolf Hitler. dtv, München 2006, ISBN 3-423-24523-9.
- „Das Geschlechtsleben bestimmen wir.“ Sexualität im Dritten Reich. Heyne, München 2008, ISBN 978-3-453-13728-8.
- Leichenroulette. Kriminalroman. Diana-Verlag, München 2011, ISBN 978-3-453-35575-0.